# Alvin Daniel
Alvin Daniel (né le 30 août 1969) est un athlète trinidadien, spécialiste du 400 mètres.

## Biographie
Il remporte la médaille d'argent du relais 4 × 400 m lors des Championnats du monde en salle 1993, à Toronto, en compagnie de Dazel Jules, Neil de Silva et Ian Morris. L'équipe de Trinité-et-Tobago, qui établit le temps de 3 min 07 s 02, est devancée par les États-Unis.

### Palmarès
| Date | Compétition                              | Lieu      | Résultat | Épreuve   |
| ---- | ---------------------------------------- | --------- | -------- | --------- |
| 1990 | Jeux d'Amérique centrale et des Caraïbes | Mexico    | 2e       | 400 m     |
| 1991 | Championnats du monde en salle           | Séville   | 6e       | 400 m     |
| 1992 | Jeux olympiques                          | Barcelone | 7e       | 4 × 400 m |
| 1993 | Championnats du monde en salle           | Toronto   | 2e       | 4 × 400 m |

### Records
| Épreuve | Épreuve   | Performance | Lieu      | Date           |
| ------- | --------- | ----------- | --------- | -------------- |
| 400 m   | Plein air | 45 s 48     | Tokyo     | 25 août 1991   |
| 400 m   | Salle     | 45 s 92     | Stuttgart | 2 février 1992 |